# Harder to Breathe
Harder to Breathe è un singolo del gruppo musicale statunitense Maroon 5, pubblicato il 22 maggio 2002 come primo estratto dal primo album in studio Songs About Jane.

## Descrizione
Secondo un'intervista giornalistica, la canzone descrive la loro frustrazione con la loro etichetta musicale nel fare l'album. Il gruppo pensava di avere abbastanza materiale per realizzarlo, ma quando l'etichetta disse loro di scrivere altri brani, il frontman Adam Levine scrisse questa canzone in questo periodo di frustrazione e di pressione.

## Video musicale
Il videoclip del brano è stato diretto da Marc Webb, che ha poi collaborato con il gruppo per il video di Goodnight, Goodnight. Il video ha debuttato il 19 agosto 2002 ed è incentrato sui Maroon 5 che suonano in una casa/fabbrica fiocamente illuminata. Durante tutto il corso del video, vengono mostrati cose come freccette su un tabellone per freccette, candele, quadri, e anche i membri della band che appaiono e scompaiono. Verso la fine del video, si vede Adam Levine che cammina lungo un corridoio stretto trascinando una chitarra. Sui muri ci sono quadri che appaiono e scompaiono. Quando raggiunge la fine del corridoio, si trova faccia a faccia con un muro e poi lancia indietro la sua chitarra e poi batte contro il muro. La camera poi si sposta velocemente su una scena della band che suona e le luci baluginano improvvisamente su subito.

## Tracce
Testi e musiche di Adam Levine e Jesse Carmichael.
1. Harder to Breathe – 2:52
2. Ragdoll – 5:39
3. Secret – 4:55
4. Harder to Breathe (Video) – 2:54

## Formazione
- Adam Levine – voce, chitarra
- Ryan Dusick – batteria, voce
- Jesse Carmichael – tastiera, voce
- James Valentine – chitarra
- Mickey Madden – basso

## Classifiche
| Classifica (2003/2004)    | Posizione massima |
| ------------------------- | ----------------- |
| Australia                 | 37                |
| Irlanda                   | 34                |
| Italia                    | 28                |
| Nuova Zelanda             | 33                |
| Regno Unito               | 13                |
| Stati Uniti               | 18                |
| Stati Uniti (alternative) | 31                |